# Dvozačetnica
Dvozačetnice, tudi DvoZačetnice, (angleško BiCapitalization) so besede – največkrat zloženke – z dvema velikima začetnicama. Gre za nepredvidljiv tvorbeni postopek, pri katerem sta načeloma z veliko začetnico zapisani prvi črki obeh morfemov; s tem se poudari enakovrednost in pomembnost obeh podstavnih besed. Včasih druga velika začetnica zaznamuje zadnjo črko prvega in prvo črko drugega morfema, v nekaterih primerih pa je druga velika začetnica poudarjalna.
Podobno kot pri dvozačetnicah je posebno pri programiranju pogost način pisanja večzačetnic (angl. upper camel case, Pascal case) – to je zaporedje več besed, ki so namesto s presledki ločene z velikimi začetnicami, pri čemer ima veliko začetnico tudi prva črka v sklopu. Pri nezačetnicah (angl. lower camel case, Dromedary case) pa je sklop besed prav tako namesto s presledki členjen z velikimi začetnicami, prva črka sklopa pa je mala.

## Zgledi
Slovenščina dvozačetnice pozna že dlje časa, na primer pri zapisovanju kemijskih formul, kot npr. NaCl, pri kraticah, npr. za Bosno in Hercegovino (BiH), zasledimo jih tudi v neslovenskih priimkih (DiCaprio, McCarthy, McPherson ...) in iz njih izhajajočih stvarnih imenih, npr. McDonald's, McChicken ...
V zadnjem času pa se je uporaba dvozačetnic razmahnila v gospodarstvu (InterCity, PlayStation, EasyJet), na medmrežju (YouTube, MySpace ...) ... V slovenski Wikipediji so zgledi dvozačetnic: WikiProjekt, WikiMedijin, nekatera uporabniška imena IzTrsta, BurekBuster ...